# TNNT1
TNNT1 (англ. Troponin T1, slow skeletal type) – білок, який кодується однойменним геном, розташованим у людей на короткому плечі 19-ї хромосоми. Довжина поліпептидного ланцюга білка становить 278 амінокислот, а молекулярна маса — 32 948.
| 10         |  | 20         |  | 30         |  | 40         |  | 50         |
| ---------- |  | ---------- |  | ---------- |  | ---------- |  | ---------- |
| MSDTEEQEYE |  | EEQPEEEAAE |  | EEEEAPEEPE |  | PVAEPEEERP |  | KPSRPVVPPL |
| IPPKIPEGER |  | VDFDDIHRKR |  | MEKDLLELQT |  | LIDVHFEQRK |  | KEEEELVALK |
| ERIERRRSER |  | AEQQRFRTEK |  | ERERQAKLAE |  | EKMRKEEEEA |  | KKRAEDDAKK |
| KKVLSNMGAH |  | FGGYLVKAEQ |  | KRGKRQTGRE |  | MKVRILSERK |  | KPLDIDYMGE |
| EQLRARSAWL |  | PPSQPSCPAR |  | EKAQELSDWI |  | HQLESEKFDL |  | MAKLKQQKYE |
| INVLYNRISH |  | AQKFRKGAGK |  | GRVGGRWK   |  |            |  |            |

A: Аланін

C: Цистеїн

D: Аспарагінова кислота

E: Глутамінова кислота

F: Фенілаланін

G: Гліцин

H: Гістидин

I: Ізолейцин

K: Лізин

L: Лейцин

M: Метіонін

N: Аспарагін

P: Пролін

Q: Глутамін

R: Аргінін

S: Серин

T: Треонін

V: Валін

W: Триптофан

Кодований геном білок за функціями належить до м'язових білків, фосфопротеїнів. 
Задіяний у такому біологічному процесі, як альтернативний сплайсинг. 